# Carperby-cum-Thoresby
Carperby-cum-Thoresby – civil parish w Anglii, w North Yorkshire, w dystrykcie (unitary authority) North Yorkshire. W 2011 civil parish liczyła 200 mieszkańców.